# ひろたみゆ紀のサンデー早起き有楽町
『ひろたみゆ紀のサンデー早起き有楽町』（ひろたみゆきのサンデーはやおきゆうらくちょう）はニッポン放送で、2017年10月1日から放送されているラジオ生ワイド番組である。
前番組『くり万太郎のサンデー早起き有楽町』からパーソナリティを交代。ひろたみゆ紀がリスナーから寄せられたメッセージを紹介する。

## 放送時間
- 毎週日曜日 5時00分 - 7時00分

## パーソナリティ
- ひろたみゆ紀（ニッポン放送アナウンサー）

## タイムテーブル
- 5:00 - オープニング、5時のニュース・天気予報
- 5:03 - 番組審議会便り（第1週目のみ）
- 5:03 - ちょっと聞いてョ！みゆ紀さん（第1週目は前述コーナー後）
- 5:15 - ひろたみゆ紀のサンデー早起キネマ
- 5:25 - 『心のともしび』 - ラジオ・チャリティー・ミュージックソンのある場合、特別編成のある場合は全体を一日前倒すか一日後に倒して、この時間帯に放送[2]。
- 5:30　- フロート番組（1）「中山秀征の有楽町で逢いまSHOW」パーソナリティ：中山秀征、アシスタント：石川みゆき
- 6:00 - 朝6時の運試し 君の名は大作戦
- 6:01 - 6時のニュース・天気予報
- 6:04 - メッセージ紹介など
- 6:15 - フロート番組（3）「おはよう!ニッポン全国消防団」 - NRN系列の民放ラジオ局で放送。
- 6:24 - メッセージ紹介など
- 6:25 - フロート番組（4）「ウィークエンド・ケアタイム「ひだまりハウス」～うつ病・認知症について語ろう～」パーソナリティ：町亞聖
- 6:45 - メッセージ紹介など
- 6:54 - 交通情報、エンディング

### 終了番組
- 「魔法のラジオ」フルート奏者の横田美穂がパーソナリティを務めた。2020年9月27日で終了[3]した。前番組の『くり万太郎のサンデー早起き有楽町』から引き継いで、番組内最初のフロート番組として5時6分より放送。山口放送、長崎放送[4]、大分放送など一部のNRN系列局へネットした。
- 「すくすく育て 子どもの未来健康プロジェクト」パーソナリティ：自見英子 [5][6]、アシスタント：淵澤由樹 　フロート番組として6時4分から放送。2018年1月7日から開始、2024年3月31日で終了した。

## その他
- 2022年12月25日は「ラジオ・チャリティー・ミュージックソン」のため休止。
- 2023年2月19日は『オールナイトニッポン55周年記念 オールナイトニッポン55時間スペシャル 笑福亭鶴光のオールナイトニッポン』の放送のため休止。
- 2023年9月24日はひろたがインフルエンザに罹患したため、内田雄基（ニッポン放送アナウンサー）が担当。